# Aérodrome de Djibo
L'aérodrome de Djibo est un aérodrome situé à Djibo, au Burkina Faso.